# Tribunal de La Acordada
El Tribunal de La Acordada fue un tribunal judicial de naturaleza sumaria creado en 1719 en Nueva España para compensar las falencias del sistema judicial ordinario. La estructura legal y social en el virreinato era muy compleja y enrevesada, todo lo cual dificultaba y entorpecía el mantenimiento del orden y el impartir justicia.
Si bien la Sala del Crimen, que dependía de la Real Audiencia, era en principio la encargada de enjuiciar a los delincuentes, el volumen del trabajo pendiente iba en aumento y superaba con creces su capacidad de resolución de casos. La Sala del Crimen estaba conformada por alcaldes y un fiscal, por lo general ancianos, por lo que les era difícil movilizarse a diversos sitios tras los ladrones, bandidos, bandoleros y salteadores de caminos que asolaban a la región.
En diciembre de 1715 el rey Felipe V despachó al marqués de Valero hacia América encomendándole tomar las acciones que fueran necesarias para dar solución a la  situación de inseguridad que vivía Nueva España. Sobre la base del mandato otorgado por el rey, el virrey con una junta consultiva decidió:
- autorizar el uso de penas corporales nuevamente sin que se tuviera que consultar a la Sala del Crimen;
- el virrey nombraría a una persona para actuar como juez, asesorado por abogados y aprender y proceder contra todo delincuente en despoblado o poblado, y observar que se ejecutara sentencia a la mayor brevedad posible, sin necesidad de consultar previamente a la Sala del Crimen.

El primer juez designado fue Miguel Velázquez Lorea, quien con anterioridad había realizado un buen trabajo persiguiendo delincuentes. Inicialmente las facultades del juez eran restringidas. Sin embargo, andando el tiempo y ante la magnitud y elevada cantidad de delitos el juez solicitó a la Corte le ampliaran las facultades.  Considerando, la amplitud de los términos de la cédula real, Valero creó el Tribunal de la Acordada. Mediante un decreto fechado el 5 de noviembre de 1719, se organizó una reunión con participación de 3 oidores y un alcalde de la Sala del Crimen. Los participantes de la reunión analizaron la situación que se presentaba y decidieron exceptuar a los jueces provinciales de reportar las sentencias a la Sala del Crimen, con lo cual se les dejaba en libertad para ejecutar penas corporales inclusive pena de muerte. Además, se decidió que el virrey estaba autorizado a designar una persona como juez y actuar contra los delincuentes en poblado y despoblado. Esta providencia se llevó a cabo mediante Real Acuerdo, y por ello el nombre de Tribunal de la Acordada.

## El Tribunal
La cédula del 26 de agosto de 1736, le confirió al juez de la Acordada la capacidad de patrullar los caminos y capturar a los delincuentes; con posterioridad se fueron ampliando sus facultades para que pudiera entender sobre otros delitos. Sin embargo mediante otra cédula de 1771 se le limitaron las facultades al juez, y solo se le autorizaba a "limpiar la tierra de ladrones, salteadores de caminos y gente de mala vida con la facultad de perseguirlos de día y de noche, no sólo en el campo y despoblados, sino en esta Capital y demás Ciudades y Villas y lugares del Reino” Mientras que el resto de los delitos eran jurisdicción de la Sala del Crimen.